# Lödlaer Bruch
Das Naturschutzgebiet Lödlaer Bruch liegt im Landkreis Altenburger Land in Thüringen. Das aus zwei Teilbereichen bestehende Gebiet erstreckt sich südwestlich von Oberlödla, einem Ortsteil der Gemeinde Lödla. Nordwestlich fließt der Gerstenbach und verläuft die Landesstraße L 2173, nordöstlich verläuft die B 180.

## Bedeutung
Das 33,2 ha große Gebiet mit der NSG-Nr. 184 wurde im Jahr 1967 unter Naturschutz gestellt. 